# Późny modernizm

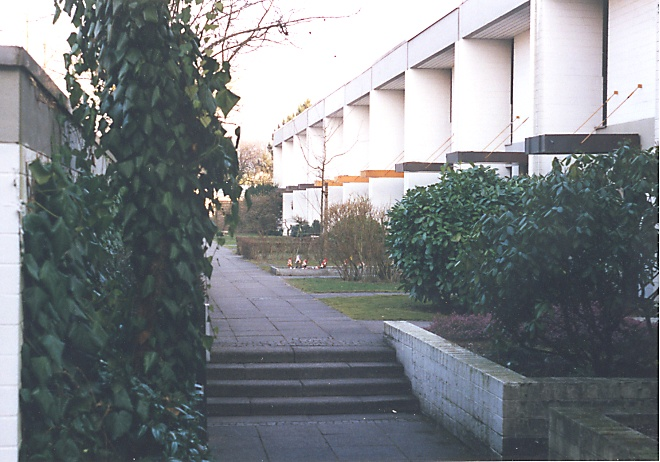
Późny modernizm:
W. Hirsch i inni, Osiedle Baumgarten w Karlsruhe (lata 60.).

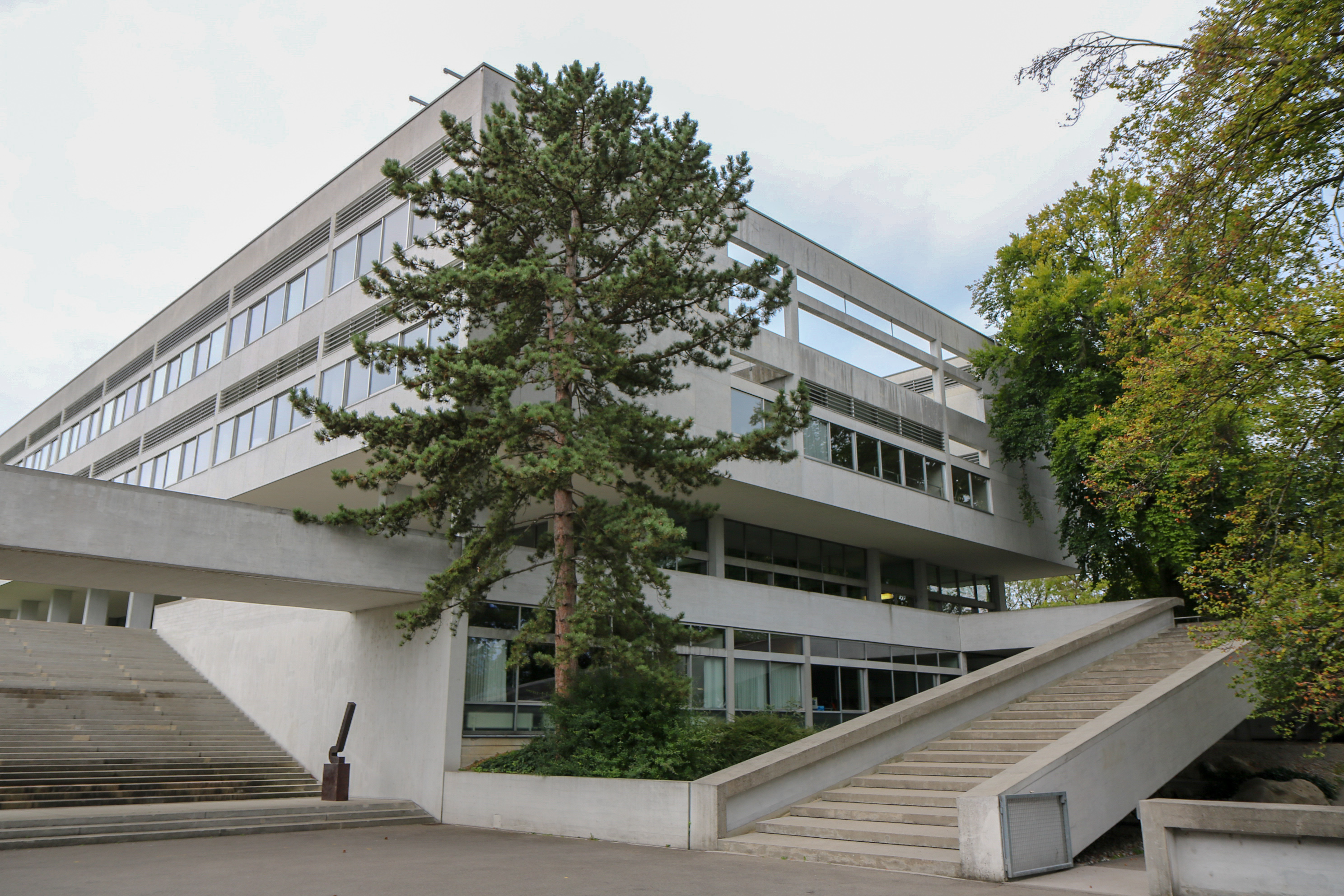
Późny modernizm: Szkoła w Zurychu, architekt Jacques Schader, 1960. W 1987 szkoła została wpisana do rejestru zabytków, ponieważ pomimo pozornie prostej formy charakteryzuje się wyjątkowymi rozwiązaniami funkcjonalnymi takimi jak okna wstęgowe, tarasy widokowe na dachach pozwalające na zupełną swobodę użytkowania oraz wbudowany amfiteatr, boisko, fontanna i fasada wykonana z białego wapienia. Podcienia są wsparte na słupach (fr. pilotis). Widoczne jest duże zazielenienie terenu. Wysoka jakość wykonania w przeciwieństwie do typowych modernistycznych szkół budowanych masowo w Europie w XX wieku.

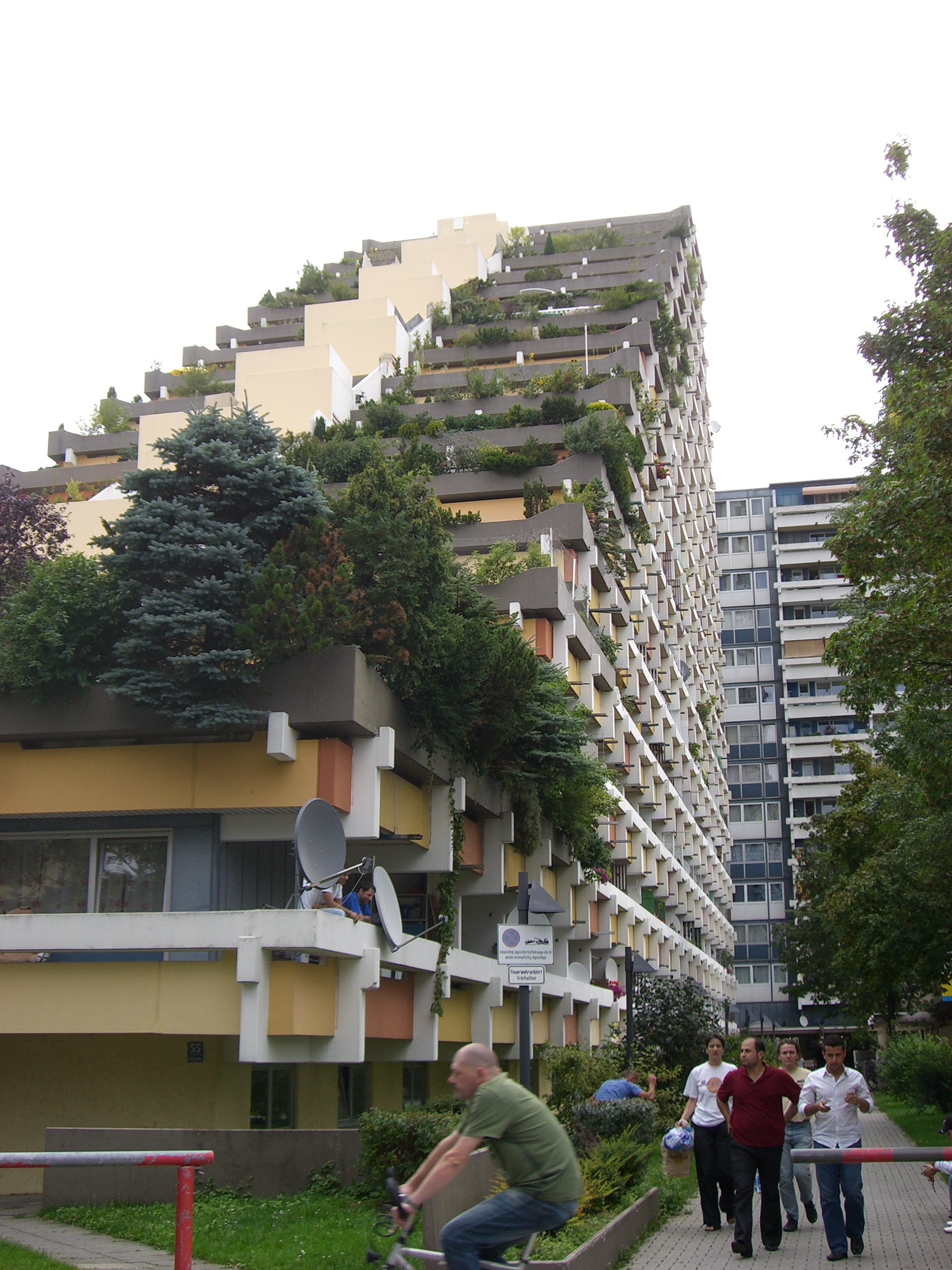
Blok mieszkalny z widokiem na Alpy, „Pharao-Haus” („Pyramide”) w Monachium, architekt Karl Helmut Bayer, 1974. Reprezentuje późny modernizm i zaliczany jest do brutalizmu. Architektura humanistyczna, a nie masowa. Budynek będący owocnym rezultatem twórczego rozwoju architektury modernizmu i wyciągnięcia wniosków z jego błędów zarówno przedwojennych jak i już powojennych. Nowatorski blok mieszkalny zwany tarasowcem. Przeciętna powierzchnia mieszkania wynosi 70 m², natomiast każdy taras, zwykle otaczający mieszkanie z dwóch stron ma 50 m², dostępne są także mniejsze mieszkania (z odpowiednio mniejszymi tarasami) i większe, w tym dwupoziomowe. Każdy balkon ma 6 m².

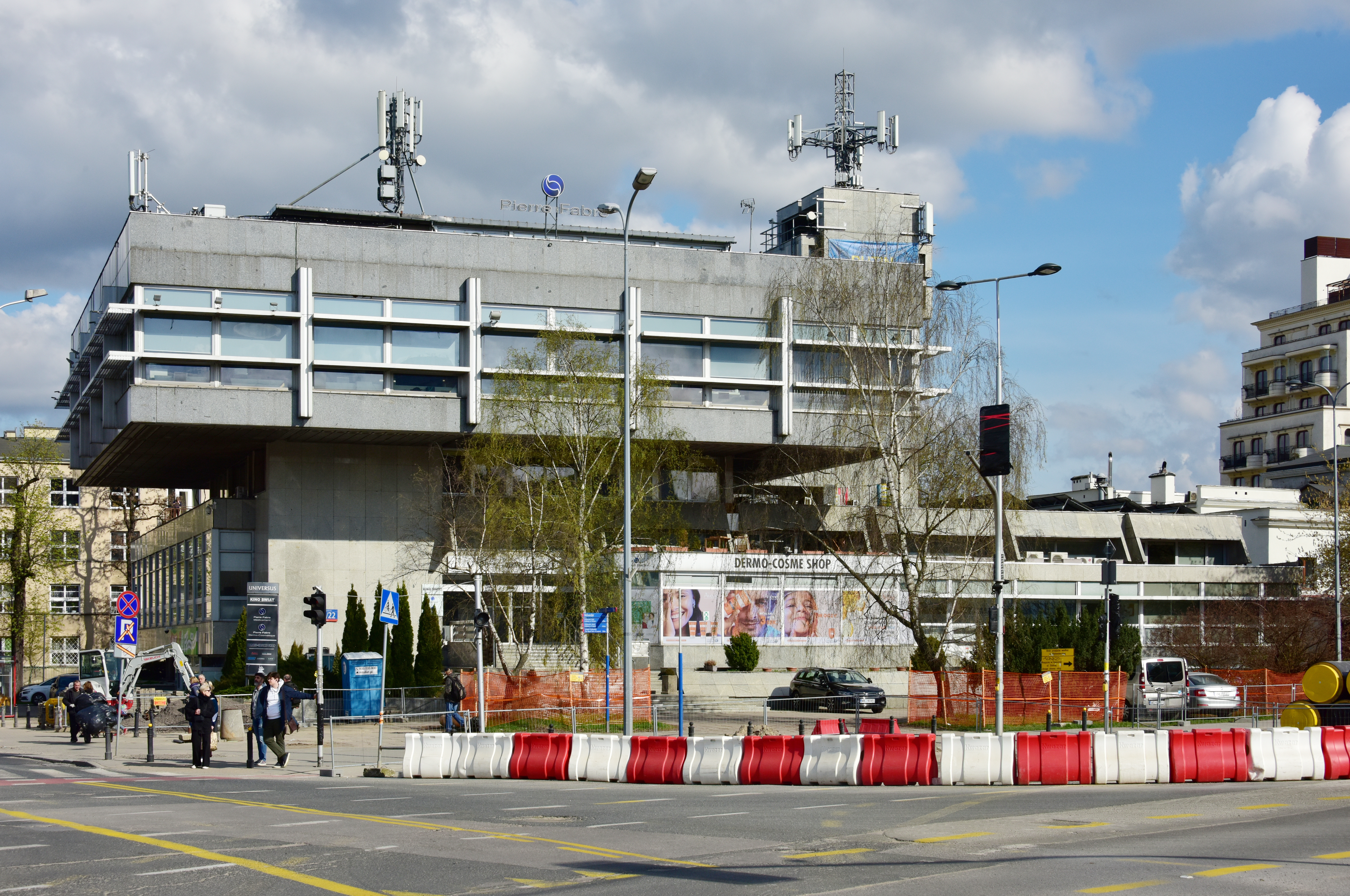
Uniwersus, największa księgarnia Warszawy czasów Edwarda Gierka. Projekt Leszka Sołonowicza z 1975, otwarta w 1980. Późny modernizm kojarzony z brutalizmem, nowatorska konstrukcja stalowa pozwalająca na tworzenie wielkich pomieszczeń bez słupów. Nowoczesne urządzenia takie jak klimatyzacja i kurtyny powietrzne.

Późny modernizm – kierunek architektury nowoczesnej rozwijający się od lat 50. XX wieku, stojący w opozycji do postmodernizmu, lecz również zakładający rewizję niektórych założeń modernizmu, przede wszystkim zaś przywiązywanie większej uwagi do lokalnego kontekstu przyrodniczego i kulturowego oraz do zagadnień psychologicznych. Wykorzystując zdobycze nowoczesnej architektury, twórcy późnego modernizmu brali pod uwagę jej wszelkie porażki.
Charles Jencks wyróżnia w obrębie modernizmu również prąd modernizmu krytycznego (ang. critical modernism), który definiuje jako modernizm krytyczny wobec samego siebie.
Krytyka stylu międzynarodowego z pozycji modernistycznych zarzucała mu zwrócenie się przeciwko głównemu założeniu nowoczesnej architektury, dającemu się zawrzeć w sformułowaniu, że miarą i celem architektury jest człowiek (Neufert). Architektom związanym ze szkołą międzynarodową ich krytycy zarzucali skupienie się na zagadnieniach estetycznych. Dążność do w pełni abstrakcyjnej formy miała ich zdaniem stać w sprzeczności z funkcjonalnością i potrzebami (także psychicznymi) użytkowników. Stąd też wywodzi się nacisk krytycznego prądu modernizmu na opracowanie obiektu w każdej skali oraz dobór materiałów. W sensie formalnym cechował się on pragmatycznym minimalizmem. W obrębie późnego modernizmu można wyodrębnić zjawiska takie, jak brutalizm i strukturalizm. Znaczącymi grupami twórczymi były Team X i Archigram.
Kierunkiem rozwoju w znacznym stopniu przeciwstawnym do brutalizmu była rozwijająca się przede wszystkim w Japonii radykalnie oderwana od kontekstu architektura metabolistyczna.

## Główni przedstawiciele
- Jacob Bakema
- Aldo van Eyck
- Oskar Hansen
- Cedric Price
- Moshe Safdie
- Alison Smithson
- Peter Smithson